# LLR (お笑いコンビ)
LLR（エルエルアール）は、吉本興業東京本社（東京吉本）所属のお笑いコンビ。2002年4月結成。東京NSC7期生。

## 概略
ともに東京NSC7期生でルミネtheよしもとやヨシモト∞ホールなどの舞台で活動していた。現在は『幕張セブンスターズ』として主に幕張イオンモール劇場を中心に活動している。
東京都立武蔵野北高等学校出身。
2007年からヨシモト∞ホールのAGE AGE LIVEに出演。
なお、コンビ名の由来は2人が田中麗奈のファンで「ラブ・ラブ・レナポンズ」の頭文字からきている。
2016年8月12日に行われたLLR単独ライブ『シャローム〜もう単独ライブはやらないと言いましたが結婚をしたので一区切りつけなきゃいけないと思った訳で…。〜』で、ラブ・ラブ・レナポンズ＝LLRから,
Laugh Liberty Revolution（ラフ・リバティ・レボリューション）＝LLRに改名することを発表した。
吉本ネタネットワーク（YNN・あなたの街に住みますプロジェクト）の企画により、東京都住みます芸人としても活動していた。
吉本興業の東京マネジメントセクション内にある中尾班が担当する、よしもと中尾班芸人。
出囃子はB'z「IT'S SHOWTIME!!」。

## メンバー
- 福田 恵悟（ふくだ けいご、1979年11月9日 - ）ボケ担当

東京都西東京市出身。
身長175cm、体重64kg、腹囲74cm。
学習院大学理学部数学科卒。
ギャンブルが趣味。初給料もギャンブルに使っており、NSCの入学金はパチンコで稼いだらしい。
兄と妹がいる。二人とも頭が良い。
目が離れている女性が好き。
2012年、ヨシモト∞ホール出演芸人総勢359名を対象にした人気投票、∞総選挙で１位を獲得。
2024年1月4日、入籍したことをX(旧Twitter)にて発表。
- 伊藤 智博（いとう ともひろ、1979年10月16日 - ）ツッコミ担当

東京都小平市出身。
血液型A型、身長172cm、体重75kg、腹囲90cm。
家族はネコ4匹とカメ2匹（名前はちょび丸、とら丸、まる子、まる助、かめ丸、ちゃちゃ丸）。
10人兄弟である。このことについて「それお父さんとお母さん一緒なの？」と聞かれることが多く、本人曰く「ビックダディのせい」だという。
インドとイギリスとスイスと日本のクォーター。
手が大きく、サイズのことをよくいじられる。
2015年6月1日、かねてから交際していた女性と入籍したことをブログ、Twitterにて発表。

## 賞レースでの戦績

### M-1グランプリ
| 年度   | 成績         | 会場                  | 日時           |
| ------ | ------------ | --------------------- | -------------- |
| 2003年 | 2回戦進出    | パナソニックセンター  | 2003年10月19日 |
| 2004年 | 3回戦進出    | ルミネtheよしもと     | 2004年11月21日 |
| 2005年 | 3回戦進出    | ルミネtheよしもと     | 2005年11月23日 |
| 2006年 | 3回戦進出    | ルミネtheよしもと     | 2006年11月23日 |
| 2007年 | 3回戦進出    | ルミネtheよしもと     | 2007年11月24日 |
| 2008年 | 3回戦進出    | ルミネtheよしもと     | 2008年11月16日 |
| 2009年 | 3回戦進出    | ルミネtheよしもと     | 2009年11月27日 |
| 2010年 | 準々決勝進出 | メルパルクホールTOKYO | 2010年12月3日  |
| 2015年 | 準々決勝進出 | 浅草公会堂            | 2015年11月3日  |
| 2016年 | 3回戦進出    | ルミネtheよしもと     | 2016年10月25日 |
| 2017年 | 3回戦進出    | ルミネtheよしもと     | 2017年10月20日 |

### THE SECOND 〜漫才トーナメント〜
| 年     | 結果                          |
| ------ | ----------------------------- |
| 2024年 | ノックアウトステージ32→16進出 |

### その他
- 2014年 THE MANZAI 認定漫才師

## ライブ

### 単独ライブ
単独ライブのタイトルは、すべてコンビ名の由来でもある田中麗奈の出演映画から。
2006年2月13日 LLR単独ライブ『がんばっていきまっしょい』（恵比寿・エコー劇場）
2006年8月17日 LLR単独ライブ『はつ恋』（新宿シアターモリエール）
2007年2月3日 LLR単独ライブ『東京マリーゴールド』（新宿シアターモリエール）
2007年7月28日 LLR単独ライブ『きょうのできごと』（新宿シアターモリエール）
2008年2月19日 LLR単独ライブ『ドラッグストアガール』（新宿シアターモリエール）
2008年8月23日 LLR単独ライブ『姑獲鳥（うぶめ）の夏』（ヨシモト∞ホール）
2009年2月23日 LLR単独ライブ『ざわざわ下北沢』（北沢タウンホール）
2009年8月19日 LLR単独ライブ『魍魎の匣』（北沢タウンホール）
2010年2月6日 LLR単独ライブ『銀色のシーズン』（草月ホール）
2010年3月7日 LLR単独ライブ『銀色のシーズン』（ヨシモト∞ホール大阪）
2010年7月28日、29日 LLR単独ライブ『暗いところで待ち合わせ』（よしもとプリンスシアター）
2011年2月23日、24日 LLR単独ライブ『夕凪の街 桜の国』（よしもとプリンスシアター）
2011年4月1日 LLR単独ライブ『これからもがんばっていきまっしょい〜10年目突入記念！DVD収録あるから、過去の傑作ネタもやっちゃうよSP!!〜』（ルミネtheよしもと）
2011年4月3日 LLR単独ライブ『夕凪の街 桜の国 関西Version』（ヨシモト∞OSAKA）
2011年8月 - 10月 DVD発売記念・LLRの『ふざけているようですが真剣です。つあー』（8月20日：東京・ハミングホール、8月27日：札幌・ターミナルプラザことにPATOS、9月4日：名古屋・SKE48劇場（当時SUNSHINE STUDIO）、9月16日：福岡・スカラエスパシオ、9月22日：大阪・京橋花月、10月30日：東京・前進座劇場）
2012年3月9日 LLR単独ライブ『玩具修理写』（新宿シアターモリエール）
2012年3月10日 LLR単独ライブ『13階段』・『山桜』（新宿シアターモリエール）
2012年3月11日 LLR単独ライブ『逃亡くそたわけ』・『FLOWERS』（新宿シアターモリエール）
2012年4月13日 『LLR単独ライブ2012春総集編〜単独ライブ5公演の中から、お気に入りのネタやっちゃうよ！〜』（北沢タウンホール）
2012年7月21日 LLR単独ライブ『築地魚河岸三代目』（渋谷区文化総合センター大和田 伝承ホール）
2014年8月29日 LLR単独ライブ『夢売るふたり〜もう単独ライブはやりません。だから幕張まで観に来てね。〜』（よしもと幕張イオンモール劇場）
2016年8月12日 LLR単独ライブ『シャローム〜もう単独ライブをやらないと言いましたが結婚をしたので一区切りつけなきゃいけないと思ったわけで…。〜』（ルミネtheよしもと/東京）今回のライブのサブタイトルは田中麗奈の結婚にちなんだもの。

### 定期的に開催されているイベント
『ツモルハナシ』（ヨシモト∞ホール）月一回のトークライブ
『まるまる一日LLR』（神保町花月→よしもと幕張イオンモール劇場）
『LLRの大宮でしか見れないファンタジー』（大宮ラクーンよしもと劇場）
『LLRの幕張ファクトリー ～おNEWなネタを生産します!～』（よしもと幕張イオンモール劇場）
『フタリノハナシ』（新宿ロフトプラスワン）月一回の配信トークライブ

### 神保町花月でのイベント
2007年10月10日 - 14日『僕を忘れて』（井上マー主演）
福田：雑誌記者・矢島役、伊藤：音楽プロデューサー・伊藤 役
2007年12月18日 - 24日『プリンス・オブ・サンタクロース』（座長公演）
福田：主人公・セシル 役、伊藤：不良高校生・竜司 役
2008年3月11日 - 16日『声〜黒松病院〜』（POISON GIRL BAND主演）
福田：患者・ハザマ 役、伊藤：ヤクザ舎弟・テツ 役
2008年7月1日 - 6日『やけくそチェンジ』（ライス主演）
福田：刑事・河合圭介 役、伊藤：刑事・美樹本拓也 役
2008年9月23日 - 28日『あい LOVE ゆう』（サカイスト主演）
福田：勇太郎 役、伊藤：元気 役
2009年1月14日 - 18日『落花生たち』（座長公演）
福田：川村 役、伊藤：主人公・松浦 役
2009年3月18日 - 23日『ハナフブキ』(エリートヤンキー主演)
福田：長一郎 役、伊藤：渉 役
2009年5月8日 - 12日『ホントの自分』（座長公演）
福田：主人公・大原拓、神谷眞吾 役（二役）、伊藤：神谷秀夫 役
2009年6月2日 - 7日『マイホーム』（7期公演）
福田：佐藤ディレクター 役、伊藤：唐沢唯史 役
2009年7月22日 - 26日『月見草』（ピクニック主演）
福田：小田くん 役（幕間芝居「男同士」）、伊藤：井伏泰司 役（三部作第二話「ある風景」）、神保町写楽 役（三部作第3話「はなび」脚本）
2009年10月21日 - 25日『ぼのほの』（もう中学生主演）
福田：飼い犬・太 郎役、伊藤：向田 役
2009年12月27日 - 30日『10年計画ボーイズ-前編-煩悩のマシンガン』
福田：名無し 役、伊藤：小鳥太郎 役（家来1）

## DVD
- LLR単独ライブ｢ふざけてるようですが真剣です。｣（2011年8月3日）[24]
- ルミネ the よしもと～業界イチの青田買い2009冬～（2009年1月28日）[25]
- ヨシモト∞ホール 若手お笑いバトル Vol.1 Presented by AGE AGE LIVE（2010年3月24日）[26]

## 出演番組

### テレビ
- あらびき団（TBSテレビ、2007年10月10日・10月17日・11月14日）
- 爆笑オンエアバトル（NHK総合、2008年4月17日）
- 新春ゴールデンピンクカーペット（フジテレビ）キャッチコピーは「お笑いトワイライトゾーン」[27]
- エンタの神様（日本テレビ）キャッチコピーは「上笑の記号」[28]
- ニューカマーズ（フジテレビ、2008年8月12日）
- しょこ♥リータ（テレビ東京、2008年12月3日）福田のみ、「キャラクターボイスドラマ」オーディション
- U・LA・LA@7（TOKYO MX、2009年3月17日） - 『よしもとうららちゃん』コーナー
- スクール革命!（日本テレビ、2009年8月16日）
- ダウンタウンのガキの使いやあらへんで!!（日本テレビ、2009年8月16日）福田のみ、「芸能界怒り王グランプリ!!」
- オリエンタルラジオのマンガアニメの日（Yahoo!バラエティ、2009年12月4日）
- NHK新人演芸大賞（NHK総合、2010年11月5日）
- 人志松本の○○な話（フジテレビ、2010年11月19日）福田のみ
- 芸人報道（日本テレビ、2011年1月17日・3月28日）福田のみ
- U LA LA ナナパチ（TOKYO MX、2011年12月20日） - 『ななパチよしもと』コーナー
- あるあるYYテレビ（TVQ九州放送、2013年1月16日-2013年3月28日）隔週水曜日MC
- BOAT RACEライブ 〜勝利へのターン〜（BSフジ、2016年11月20日）

### 配信
- 街録ch~あなたの人生、教えて下さい~LLR福田（街録ch、2021年7月27日）
- LLRのダブルバインド（GERA放送局、2021年7月～毎週月曜日20時放送）
- 街録ch〜あなたの人生、教えて下さい〜（YouTube番組、2021年）福田のみ
- イースタンVSウエスタン - ポジション争奪全速ターン!-（2022年6月12日、ABEMA）福田のみ[29]